# Castell de Montaragó
El Castell-Abadia de Montaragó (en aragonès: Mont Aragón; en català: Montaragó; en castellà: Montearagón; en llatí: Montis Aragonis) és un monestir abandonat que es troba al municipi de Quicena, a la província d'Osca.

## Castell de Montaragó
Estratègicament construït el 1085 per Sanç I d'Aragó i Pamplona per ajudar en la conquesta de Washka (Osca) a la Taifa de Saragossa.

## Abadia de Montaragó
Acomplert l'objectiu el 1095 després del Setge d'Osca, fou refundat com una abadia canonical sota el nom d'abadia de Jesús Natzarè de Montaragó. A poc a poc va esdevenir un dels monestirs més rics i poderosos durant l'edat mitjana. Els primers monjos procedien de Loarre i per assegurar-li les rendes, el rei li sotmeté la nova vila de Montaragó. Els reis d'Aragó i diversos magnats continuaren afavorint-lo, i el seu patrimoni s'incrementà quan el 1391 compraren per 1.000 florins al rei Joan I d'Aragó 24 llocs, de manera que arribà a tenir 104 esglésies i vil·les sota el seu poder. Al segle xv estaven sota la seva jurisdicció les viles de Fornillos, Quicena, Loporzano, Santa Eulalia, Castilsabás, Villanueva, Isarre, Antefruenzo, La Almunia de Santa Eulalia, Sipán, Arbaniés, Castejón, Fanlo, Aveniella, Ipiés, Barluenga, Chibluco, Sagarillo, Samper de Espitolar, San Julián, Angüés, Poleñino, Tierz, La Almunia de la Reina, Marcén, Biscarrués i Montmesa.
El 1175 el rei Alfons II d'Aragó concedí als seus habitants el privilegi de franquesa. El papa Climent V concedí als seus abats el privilegi de l'ús de la mitra. Els seus abats tenien setial a les corts del regne d'Aragó i allí hi van resposar les despulles de Sanç I d'Aragó i Pamplona i d'Alfons I d'Aragó i Pamplona fins a ser treslladats al Monestir de San Juan de la Peña i al Monestir de San Pedro el Viejo d'Osca respectivament.
Durant la Revolta del comte d'Urgell, les tropes mercenàries de Basili de Gènova i Menaut de Favars, al servei del revoltat Anton de Luna i Jèrica atacaven els voltants d'Osca invan prendre el castell, on s'alçaren els penons del comte d'Urgell, encara que finalment fou recuperat per Ferran I d'Aragó. El monestir restà abandonat fins al 1414, quan el rei Ferran I d'Aragó decidí posar-lo sota la seva protecció.
La creació del bisbat de Jaca i del bisbat de Barbastre suposà l'espoliació de part dels seus béns (1571); el bisbe d'Osca fou sotmès a suspensió i interdicte fins que el 1609 en feu restitució. Per tal de revitalitzar-lo, el 1599 s'hi instal·là una nova comunitat de tan sols 5 membres, continuant la successió abacial fins al 1792.

## Abats de Montaragó
1. 1096-1118 Ximeno
2. 1119-1168 Fortún
3. 1170-1204 Guillem Berenguer de Barcelona
4. 1205-1248 Ferran d'Aragó
5. 1252-1258 Sanxo d'Orradre
6. 1258-1284 Joan Garcés d'Oris
7. 1284-1306 Ximeno Pérez de Gurrea
8. 1306-1317 Pero López de Luna
9. 1317-1320 Joan d'Aragó
10. 1320-1324 Ramon d'Avinyó
11. 1324-1327 Bernat de l'Avellana
12. 1327-1353 Ximeno López de Gurrea
13. 1353-1359 Pero López de Gurrea
14. 1359-1391 Remon de Sellan
15. 1391-1395 Mafiano d'Alaman
16. 1395-1420 Johan Martínez de Murillo
17. 1420-1445 Sanxo de Murillo
18. 1445-1462 Carlos d'Urries
19. 1464-1473 Joan d'Aragó
20. 1473-1490 Juan de Revolledo
21. 1492-1520 Alfons d'Aragó
22. 1520–1527: Alonso de So, Castro y Pinós
23. 1528–1532: Pedro Jordán de Urriés
24. 1532–1534: Juan de Quintana
25. 1536–1546: Juan de Urrea
26. 1547–1552: Alonso de Aragón
27. 1554–1572: Pedro de Luna
28. 1573–1574: Pedro Vitales, (tretze anys sense abat).
29. 1587–1598: Marco Antonio Reves, (després de la reforma).
30. 1600–1614: Juan López
31. 1615–1630: Martín Carrillo
32. 1631–1648: Jaime Ximenez de Ayerve
33. 1648–1662: Francisco Rodrigo
34. 1662–1665: Pantaleón Palacio
35. 1666–1678: Felipe Pomar y Cerdan
36. 1680–1708: Joseph Panzano
37. 1712–1731: Pedro Cayetano Nolibós
38. 1732–1746: Francisco Gamboa y Tamayo
39. 1747–1764: Francisco Herrero
40. 1765–1791: Miguel Asin
41. 1792–1814: Joseph Castillón
42. 1815-1837: Juan María González

## La desamortització del 1835
La desamortització del 1835 suposà la fi del monestir, que fou espoliat i patí un devastador incendi. Algunes de les obres d'art que hi havia se salvaren i són dipositades al Museu d'Osca.